# Koronis-asteroid
Koronis-asteroiderna, eller Koronis-familjen, även känd som Lacrimosa-asteroiderna, eller Lacrimosa-familjen är en stor grupp asteroider i yttre delarna av asteroidbältet. Den är en av de största asteroidfamiljerna, den har fler än 6 000 kända medlemmar.
Gemensamt för asteroider i gruppen är att de har en omloppsbana runt solen med en halv storaxel på mellan 2,816 och 2,985 AU och en excentricitet mellan 0,016 och 0,101 AU.
Familjen har fått namn efter medlemmen 158 Koronis.
Karin-familjen är en under grupp till Koronis-familjen.